# Hawley Harvey Crippen
Hawley Harvey Crippen, conhecido como Dr. Crippen (Coldwater, 11 de setembro de 1862 — Londres, 23 de novembro de 1910), foi um médico homeopata e criminoso norte-americano.

## Vida
O Dr. Crippen formou-se nos Estados Unidos em medicina e trabalhou para uma empresa farmacêutica. Em 1900 mudou-se para Londres com sua segunda esposa, Cora Turner, uma artista de cabaré cujo nome artístico era "Belle Elmore". Em 31 de janeiro de 1910, depois de uma festa, sua esposa desapareceu de repente, e o Dr. Crippen disse a todos que ela havia retornado aos Estados Unidos para visitar um parente doente; mais tarde ele acrescentou que ela havia morrido e sido cremada na Califórnia.
Enquanto isso, sua secretária e amante, Ethel le Neve, mudou-se para a casa do Dr. Crippen e começou a usar as joias de sua esposa, levantando suspeitas entre os amigos da esposa.
Aparentemente, o Dr. Crippen deu um veneno para sua esposa e enterrou o corpo no porão da casa. Quando o inspetor da Scotland Yard Walter Dew, informado pelas queixas dos amigos de Cora, questionou o Dr. Crippen, ele lhe disse que na realidade sua esposa o havia trocado por outro homem. Mas uma busca minuciosa da casa descobriu os restos do corpo no porão, embora apenas o corpo sem cabeça tenha sido encontrado, identificado por uma cicatriz no abdômen de Cora.
Crippen, no entanto, já havia fugido no navio Montrose para os Estados Unidos, embarcando em Liverpool com sua amante, Ethel Le Neve, disfarçada de menino, a quem ele fazia passar por filho.

## Prisão
O capitão do Montrose, Henry George Kendall, que estava ciente do caso, reconheceu os fugitivos e enviou um telegrama às autoridades britânicas indicando que suspeitava que os fugitivos estivessem fugindo em seu navio. Então a Scotland Yard enviou o inspetor Dew no Laurentic, muito mais rápido que o Montrose, que interceptou o Montrose ao largo do rio St. Lawrence e prendeu os dois fugitivos.
Eles foram trazidos de volta a Londres, onde o Dr. Crippen foi julgado, condenado e sentenciado à morte. Ele foi enforcado em 23 de novembro de 1910. Sua amante foi considerada inocente e absolvida.
O mais interessante do caso é que os fugitivos estavam em alto mar sem saber que as mensagens estavam sendo transmitidas do Montrose para a Inglaterra e que estavam fazendo manchetes em dois continentes. Guglielmo Marconi (inventor do telégrafo) e sua fantástica invenção serviram para capturar seus primeiros criminosos.

## Imagens

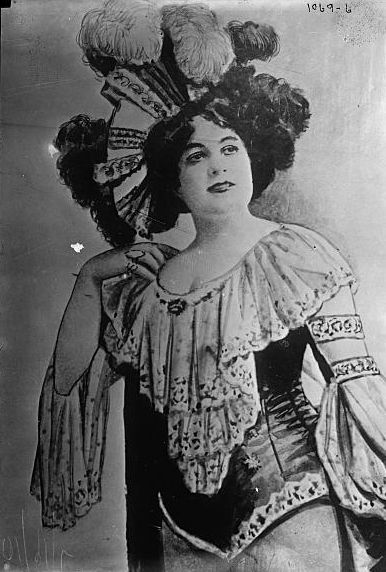
A esposa assassinada
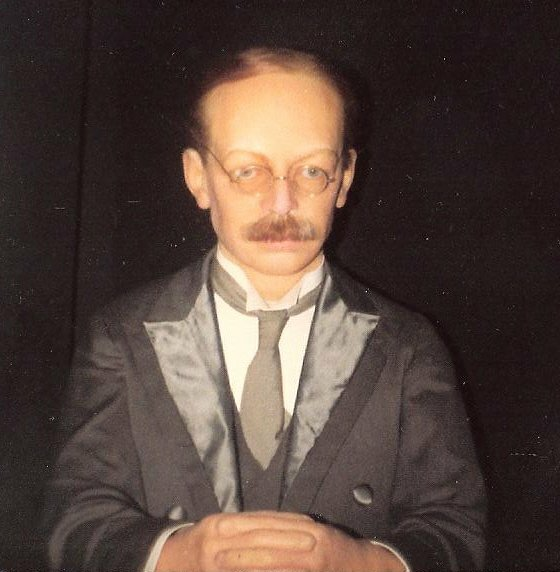
Boneco de cera no Madame Tussauds